# Ciocalypta microstrongylata
Ciocalypta microstrongylata är en svampdjursart som beskrevs av Vacelet, Vasseur och Claude Lévi 1976. Ciocalypta microstrongylata ingår i släktet Ciocalypta och familjen Halichondriidae.
Artens utbredningsområde är Madagaskar. Inga underarter finns listade i Catalogue of Life.